# Pavao, kralj Grčke
Pavao (grč. Παῦλος, Pávlosʹ) (Atena, 14. prosinca 1901. – Atena, 6. ožujka 1964.), grčki kralj od 1947. do 1964. godine te danski kraljević po pradjedu, danskom kralju Kristijanu IX. (1863. – 1906.). Bio je najmlađi sin kralja Konstantina I. iz danske dinastije Schleswig-Holstein-Sonderburg-Glücksburg, ogranka dinastije Oldenburg.

## Životopis
Napustio je Grčku 1917. godine nakon abdikacije oca Konstantina I. Poslije smrti starijeg brata Aleksandra 1920. godine odbio je prihvatiti krunu, no vratio se u domovinu po vraćanju oca na prijestolje. Porastom republikanskih osjećaja, napustio je zemlju 1923. godine i vratio se 1935. godine kada je njegov stariji brat Đuro II. vraćen na prijestolje.
Po izbijanju Drugog svjetskog rata u Grčkoj 1941. godine, napustio je zemlju i većinom je živio u Kairu i južnoj Africi. Nakon rata vratio se u zemlju, naslijedio brata na prijestolju 1947. godine i sudjelovao u gušenju komunističke pobune tijekom građanskog rata.

## Vanjske poveznice
- Paul, king of Greece - Britannica Online (engl.)

| Prethodnik Đuro II. (1935. - 1947.) | Grčki kralj | Nasljednik Konstantin II. (1964. - 1973.) |